# Andy Fickman
Andrew J. Fickman (ur. 25 grudnia 1970 w Midland w stanie Teksas) – amerykański reżyser filmowy, teatralny i telewizyjny.

## Filmografia

### Scenarzysta
- 2003: Who’s Your Daddy? (I)

### Reżyser
- 2012: Wspólna chata (Parental Guidance)
- 2009: Góra Czarownic (Race to Witch Mountain)
- 2006: Ona to on (She’s the Man)
- 2005: Reefer Madness: The Movie Musical
- 2003: Who’s Your Daddy? (I)

### Producent
- 2009: Góra Czarownic
- 2005: Reefer Madness: The Movie Musical – producent wykonawczy
- 1997: Anakonda – producent towarzyszący

### Aktor
- 2005: Reefer Madness: The Movie Musical jako on sam